# Kerta Mandala
Kerta Mandala is een bestuurslaag in het regentschap Karangasem van de provincie Bali, Indonesië. Kerta Mandala telt 3138 inwoners (volkstelling 2010).